# Zefirek
Zefirek – część wsi Kroczyce w Polsce położona w województwie śląskim, w powiecie zawierciańskim, w gminie Kroczyce.
W latach 1975–1998 Zefirek położony był w województwie częstochowskim.